# Dženis Soprano
Dženis Soprano Bakalieri (engl. Janice Soprano Baccalieri) (glumi je Aida Turturo) je izmišljeni lik u američkoj televizijskoj seriji „Porodica Soprano“ (engl. The Sopranos). Dženis je sestra glavnog lika serje, mafijaškog šefa Tonija Soprana, koja se polovinom prve sezone vraća u Nju Džerzi, nakon što je dugo vremena živela u Sijetlu.

## O liku
Dženis je Tonijeva starija sestra i prvo dete Džoni Boja i Livije Soprano. Za razliku od svog brata, koji je veći deo svog života proveo u rodnom mestu, Dženis je oduvek imala želju za putovanjem. Nikada nije volela način života kojim se živelo u njihovom domu, a sa majkom Livijom je uvek imala nesuglasice, tako da je odmah nakon završetka srednje škole otišla od kuće
Spisak  aktivnosti kojima se bavila u sledećih dvadesetak godina, koliko je bila odsutna, između ostalog obuhvata: prvo je živela u San Francisku a zatim i u Los Anđelesu, gde se pridružila ašramu, hinduističkoj sekti. Dok je živel u ašramu, radila je u kompaniji za selidbe, kada je i promenila ime u Parvati Vasač; „Parvati“ po hinduističkoj boginji i „Vasač“ po planinama u Juti. Putovala je i Evropom, gde se udala za Francuza kanadskog poorekla Eudžina, sa kojim je dobila sin Harpa. Kasnije, Parvati se doselila u Sijetl, gde je radila u espreso baru, ali je taj posao napustila nakon što je uspela da ubedi poslodavca da joj upravljanje espreso aparatom izaziva sindrom karpalnog kanala.
Parvati je živela od penzijskog osiguranja sve do trenutka kada je čula za Livijin moždani udar, nakon čega je odlučila da se vrati u Nju Džerzi da potraži svoju bolesnu majku i njeno nasleđe. U međuvremenu je vratila svoje staro ime, a po povratku u rodno mesto verila se za svoju staru ljubav, Ričija Aprila. Iako se Dženis na sve načine trudila da njihova ljubav uspe, ta veza nije imala svetlu budućnost. Jedne večeri Riči je udario Dženi, nakon čega je ona uzela pištolj i usrelila ga. Kada je čuo za ovaj incident, Toni je odmah naredio Dženis da se vrati u Sijetl.
Ipak, nakon Livijine smrti, Dženis se ponovo vratila kući sa ciljem da ovaj put zaista ostane. Odlučila je da se useli u kuću u kojoj je odrasla, i da se oproba u karijeri pisca pesama za izvođače hrišćanskog roka. Nakon kartke, ali burne veze sa Ralfom Sifaretom, Dženis se upušta u romansu sa Bobijem Bakalijerijem, čija žena je pre toga stradala u saobraćajnoj nesreći, i odlučuje da se skrasi pored njega. Dženis i Bobi, iako Bobi ima dvoje dece, dobijaju ćerku Domeniku, dok sa druge strane Toni testira Dženisine živce pominjujući joj njenog sina Harpa koji u Sijetlu odrasta bez majke.

## Spoljašnje veze
- Porodica Soprano na zvaničnom sajtu televizije HBO (језик: енглески)
- Dženis Soprano Архивирано на веб-сајту  (23. март 2012) na IMDb (језик: енглески)